# Eilema transducta
Eilema transducta là một loài bướm đêm thuộc phân họ Arctiinae, họ Erebidae.